# Сармановський район
Сармановський район (рос. Сармановский район, тат. Сарман районы) — муніципальний район у складі Республіки Татарстан Російської Федерації.
Адміністративний центр — село Сарманово.

## Адміністративний устрій
До складу району входять одне міське та 22 сільських поселень:
1. смт Джаліль
2. Азалаковське сільське поселення
3. Александровське сільське поселення
4. Альметьєвське сільське поселення
5. Великонуркеєвське сільське поселення
6. Верхньо-Чершилінське сільське поселення
7. Іляксазьке сільське поселення
8. Кавзіяковське сільське поселення
9. Карашай-Сакловське сільське поселення
10. Лешев-Тамацьке сільське поселення
11. Лякинське сільське поселення
12. Муртиш-Тамацьке сільське поселення
13. Новоімянське сільське поселення
14. Петровсько-Заводське сільське поселення
15. Рангазарське сільське поселення
16. Саклов-Баське сільське поселення
17. Сармановське сільське поселення
18. Старокаширське сільське поселення
19. Старо-Імянське сільське поселення
20. Старомензелябаське сільське поселення
21. Чукмарлінське сільське поселення
22. Шарліареминське сільське поселення
23. Янурусовське сільське поселення